# Take Off (альбом WayV)
Take Off — первый мини-альбом китайской группы WayV. Был выпущен 9 мая 2019 года. Альбом состоит из шести песен, с «Take Off» в качестве ведущего сингла.

## Композиция
«Take Off» — это трек в жанре городского танца с мощными звуками барабанов-ловушек и запоминающейся клубной басовой линией. Песня была создана Майком Чарльзом Дейли и Митчеллом Оуэнсом с китайской лирикой Янь Юньнона. Песня достиг пика на первом месте на китайском графике QQ.

## Трек-лист
| №                   | Название                      | Текст песни         | Музыка                                                                                      | Длительность |
| ------------------- | ----------------------------- | ------------------- | ------------------------------------------------------------------------------------------- | ------------ |
| 1.                  | «无翼而飞 Take Off»           | Yan Yun Nong        | Mike Daley, Mitchell Owens, Wilbart 'Vedo' McCoy III, Jeff Lewis                            | 3:53         |
| 2.                  | «理所当然 (Regular)»          | Yen Yun Nong        | Mike Daley, Mitchell Owens, Wilbart 'Vedo' McCoy III, George Kranz, Yoo Young-jin           | 3:37         |
| 3.                  | «真实谎言 Say It»             | Pan Yan Ting        | LDN Noise, Andrew Choi, Lauren Dyson                                                        | 3:15         |
| 4.                  | «噩梦 (Come Back)»            | Yen Yun Nong        | Tay Jasper MZMC Deez Michael Jiminez Mitchell Owens Mike Daley                              | 3:25         |
| 5.                  | «爱不释手 Let Me Love U»      | Wu Yi Wei           | Jonathan Yip, Jeremy Reeves, Ray Romulus, Ray McCullough, Kameron 'Kam Parker' Glasper, 220 | 3:46         |
| 6.                  | «梦想发射计划 (Dream Launch)» | Xiaohan             | Shin Hyuk, Bae Min-su, $un, Jeff Lewis                                                      | 3:46         |
| Общая длительность: | Общая длительность:           | Общая длительность: | Общая длительность:                                                                         | 20:22        |

## Чарты

### Еженедельные чарты
| Чарты (2018)                  | Пиковые позиции |
| ----------------------------- | --------------- |
| Франция Digital Albums (SNEP) | 76              |
| США (Billboard World Albums)  | 7               |